# Miconia chinantlana
Miconia chinantlana är en tvåhjärtbladig växtart som först beskrevs av Charles Victor Naudin, och fick sitt nu gällande namn av Frank Almeda. Miconia chinantlana ingår i släktet Miconia och familjen Melastomataceae. Inga underarter finns listade i Catalogue of Life.